# Tetralanguria
Tetralanguria é um género de coleópteros da família Erotylidae.